# Janice Rule
Janice Rule est une actrice américaine, née le 15 août 1931 à Norwood (Ohio) et morte le 17 octobre 2003 à New York.

## Biographie
Janice Rule est née de parents d'origine irlandaise. Son père est marchand de diamants industriels.

### Carrière
Janice Rule commence en 1946 (à quinze ans) par danser à la discothèque « Chez Paree ». Elle prend des cours de ballet. En 1949, elle joue dans une pièce à Broadway « Miss Liberty ». Elle étudie également l'art dramatique à l'Art Institute of Chicago.
Le 8 janvier 1951, elle fait la couverture du magazine Life et est remarquée par l'industrie du cinéma. Elle signe un contrat avec Warner Bros.. Son premier rôle à l'écran, elle joue Virginie dans Goodbye My Fancy en 1951 aux côtés de Joan Crawford, star du film, qui ne cesse de l’humilier, quelques années plus tard, Joan Crawford lui adressera une lettre d'excuses.
Le contrat avec la Warner prend fin après deux films seulement. Elle est contrariée par le traitement esthétique réservé aux femmes dans les studios au début des années 1950 : «Parce que j'avais peur d'être privée de ma personnalité, je me suis battue avec les maquilleurs et les coiffeurs, je ne comprenais pas les problèmes du département de la publicité ».
En 1953, elle figure au casting de la pièce Picnic de William Inge (dans le rôle de Madge Owens, la beauté innocente, jouée par Kim Novak dans la version film) aux côtés de Paul Newman, qui faisait également ses débuts à Broadway. Cet engagement a amené l’actrice à refuser le rôle finalement joué par Eva Marie Saint dans Sur les quais (1954). "Je savais que je ne pouvais pas tourner dans un film toute la journée, travailler sur scène le soir et réussir, dans ses conditions, à faire du bon travail". Parmi ses autres spectacles à Broadway, il y a The Flowering Peach, La Fille la plus heureuse du monde et Michael V. Gazzo night circus une production de 1958, elle y rencontre Ben Gazzara, qui devient son troisième mari.
Ses autres films dans les années 1950 sont notamment Woman’s Devotion (1956), Une arme pour un lâche (1957) et Bell, Book and Candle, Adorable voisine en 1958, envoûtée par la sorcière Gillian Holroyd (Kim Novak).
À la télévision, elle apparaît dans l'épisode Checkmate[Quoi ?] Le Masque de la Vengeance (1960), où elle joue Elena Nardos, la colocataire du personnage de Cloris Leachman, Marilyn Parker. Elle joue aussi dans l’épisode Nightmare de la série The Twilight Zone. Elle apparaît aussi au générique de trois épisodes de la Route 66 et deux épisodes de The Fugitive intitulés Femme Killer et Les Murs de la nuit face à David Janssen. Elle a également un rôle majeur dans Three Bells to Perdido, le premier épisode de la série Have Gun - Will Travel.
Parmi ses rôles au cinéma, on peut noter Emily Stewart dans The Chase (1966), l'amère ex-maîtresse de Burt Lancaster dans The Swimmer (1968), Willie dans 3 femmes de Robert Altman (1977), la journaliste Kate Newman dans le thriller politique de Costa-Gavras, Missing (1982), et la mère de Kevin Costner dans American’s Flyers (1985).

### Vie privée
Janice Rule a une brève aventure avec Farley Granger en 1956 ; ils étaient apparus dans la pièce à Broadway The Tree Insouciance en 1955. Elle a une relation avec Ralph Meeker, un de ses partenaires dans la pièce Picnic.
Elle se marie et divorce à trois reprises, successivement avec N. Richard Nash, Robert Thom et Ben Gazzara. Elle a eu deux filles, Kate Thom Fitzgerald et Elizabeth Gazzara.
Pendant les années 1960, elle s'intéresse à la psychanalyse, elle commence des études en 1973, se spécialisant dans l’étude de ses collègues acteurs. Elle reçoit son doctorat dix ans plus tard, de l'Institut psychanalytique de Californie du Sud à Los Angeles. Elle exerce à New York et Los Angeles et continue encore cette activité occasionnellement jusqu'à sa mort.

### Décès
Elle décède d'une hémorragie cérébrale le 17 octobre 2003 à 72 ans.

## Filmographie
- 1951 : La Flamme du passé (Good bye my fancy) : Virginia Merrill
- 1951 : La Ronde des étoiles (Starlift) de Roy Del Ruth : Nell Wayne
- 1952 : Holiday for Sinners : Susan Corvier
- 1953 : Rogue's March : Jane Wensley
- 1956 : Acapulco (A Woman's Devotion) : Stella Stevenson
- 1957 : Une arme pour un lâche (Gun for a Coward)
- 1957 : Frères ennemis : Aud Niven
- 1958 : L'Adorable Voisine (Bell Book and Candle) : Merle Kittridge
- 1960 : La Quatrième Dimension (The Twilight Zone) (série TV), saison 1, épisode Cauchemar : Helen Fowley
- 1960 : Les Rats de caves (The Subterraneans) : Roxanne
- 1964 : Le Mercenaire de minuit (Invitation to a Gunfighter) : Ruth Adams
- 1966 : La Poursuite impitoyable (The Chase) : Emily Stewart
- 1966 : Alvarez Kelly : Liz Pickering
- 1967 : Frontière en flammes (Welcome to Hard Times) : Molly Riordan
- 1967 : Matt Helm traqué (The Ambushers) : Sheila Sommers
- 1968 : Le Plongeon (The Swimmer) : Shirley Abbott
- 1968 : Shadow on the Land (TV) : Capt. Everett
- 1969 : Trial Run (TV) : Lucille Harkness
- 1971 : Femmes de médecins (Doctors' Wives) de George Schaefer : Amy Brennan
- 1971 : The Devil and Miss Sarah (TV) : Sarah Turner
- 1971 : Gumshoe : Mrs. Blankerscoon
- 1972 : Les Rues de San Francisco (Série TV) - Saison 1, épisode 3 (The First Day of Forever) : Beverly Landau
- 1973 : Kid Blue : Janet Conforto
- 1977 : Trois Femmes (3 Women) : Willie Hart
- 1978 : The Word (feuilleton TV) : Barbara Randall
- 1982 : Porté disparu (Missing) : Kate Newman
- 1985 : Le Prix de l'exploit (American Flyers) : Mrs. Sommers
- 1986 : Rémission pour un voyou (L.A. Bad) : Elaine